# Masky (román)
Masky je název knihy, jejímž autorem je Američan John Vornholt a náleží literatuře žánru science-fiction z fiktivního světa Star Trek. Svými postavami i dějem náleží k televiznímu seriálu Star Trek: Nová generace. Originál knihy, z něhož byl pořízen český překlad, má anglický název Star Trek The Next Generation Masks a pochází z roku 1989.

## Obsah
Místem děje je kosmická loď Enterprise cestující vesmírem v 24. století. Na její palubě žije tisíc lidí. Kapitánem lodi je Jean-Luc Picard, pomáhají mu na velitelském můstku první důstojník William Riker, android Dat, lodní poradkyně Deanna Troi, slepý poručík šéfinženýr Geordi La Forge, šéf bezpečnosti Worf z Klingonu.
V tomto příběhu je důležitou, zápornou postavou velvyslanec ze Země Fenton Lewis a několik vůdčích postav z planety Lorka, používajících názvy svých občas se měnících masek.
Dva výzkumné týmy z Enterprise se dostávají na geologicky nestabilní planetu Lorku, osídlenou před stovkou let kočovnou hereckou společností ze Země. První osadníci zde založili feudální společnost, kde je postavení lidí dáno uměleckou maskou, kterou nosí. Lepší masku mohou získat v boji a obstojí-li, pak stoupají na společenském žebříčku.
Federace má velký zájem o dobré vztahy s těmito obyvateli, ovšem své obchodní zájmy zde uplatňují tvrdě i Ferengové. Proto je teleportován na planetu tým vedený Fentonem Lewisem, v němž je i Picard, ovšem vzápětí ztratí se svou lodí spojení a putují nástrahami planety. Lewis je brzy zradí, uteče, protože se chce stát majitelem té z nejmocnějších masek a stát se feudálním vládcem planety. Neváhá cestou i zabíjet. Za ztraceným výsadkem následuje druhý, vedený Rikerem, i ten musí cestou čelit soubojům, bažinám, nepřátelským skupinám. Všichni musí nosit obličejové masky a podle nich dodržovat své postavení sluhy, řemeslníka, pána.
Zrádný Lewis je nakonec zabit, oba výsadky se setkávají, s vedením civilizace uzavřou přátelství, Ferengové jsou vystrnaděni, Picard zde získá v osobě vládkyně planety milenku (pod maskou nazvanou Pronikavé ostří).

## České vydání knihy
Do češtiny knihu přeložil Zdeněk Trmota a v roce 2002 ji vydalo nakladatelství Laser-books z Plzně . Je to drobná brožura s tmavou obálkou, na titulní straně mimo titulek označená číslicí 7 (sedmá v řadě) a doplněná portréty Picarda, Rikera a vyobrazením jedné z masek. Stála 99 Kč.